# Махарадзе, Валерий Антонович
Валерий Антонович Махарадзе (1940, Махач-Кала — 15 ноября 2008, Оттава) — российский государственный деятель.

## Биография
Родился 5 марта 1940 года в Махачкале (Дагестанская АССР).
Окончил ремесленное училище (1956 год).
Окончил филологический факультет (вечернее отделение) Дагестанского государственного университета (1972)
Работал слесарем-дизелистом, служил в армии, работал первым секретарем Усть-Камчатского райкома ВЛКСМ, слесарем-аппаратчиком, редактором молодёжных и спортивных программ на дагестанском телевидении, заместителем директора ПТУ, заместителем директора стеклозавода «Дагестанские огни», директором Игринского стеклокомбината (Удмуртия), директором Камышинского стеклотарного завода, директором Камышинского кузнечно-литейного завода, председателем Камышинского горисполкома.
1990—1991 — председатель Волгоградского облсовета.
14 августа 1991 — март 1992 — главный государственный инспектор РФ — начальник Контрольного управления администрации Президента РФ.
Март — декабрь 1992 — заместитель председателя правительства Российской Федерации по оперативному управлению (в правительстве Ельцина — Гайдара).
1993—2003 — торговый представитель РФ в Канаде.
С 2004 — пенсионер.
Умер 15 ноября 2008 года

## Награды
Награждён орденом «Знак Почета».

## Личная жизнь
Жена Майсарат Насрутдиновна — в декабре 1991 была назначена заместителем министра печати и средств массовой информации РФ, с июля 1992 до отъезда в Канаду с мужем возглавляла Российское информационное агентство «Новости».